# 无齿蒌蒿
无齿蒌蒿（学名：Artemisia selengensis var. shansiensis）为菊科蒿属下的一个变种。